# 高千穂ひづる
高千穂 ひづる（たかちほ ひづる、本名：大瀬 郁恵、旧姓：二出川〈にでがわ〉、1930年10月10日- 2016年2月27日）は、日本の元女優。兵庫県出身。愛称は「イクちゃん」。

## 人物・来歴
父はプロ野球審判員を務めた二出川延明。

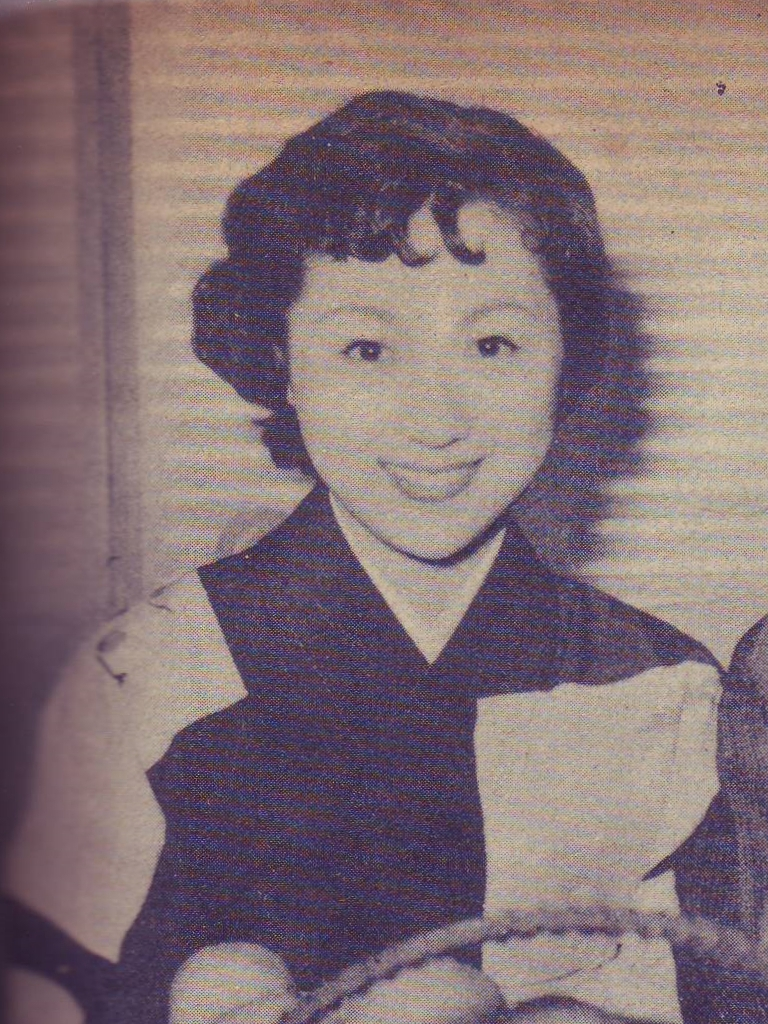
1956年

自著『胡蝶奮戦』（P８）によると、「いろいろな映画の本には、昭和七年生まれと書いてあるそうで、この機会に訂正しておきますね。宝塚歌劇団のときはちゃんと昭和五年生まれになっていたのですが、いつの間にか二歳若くなってしまったようです。」との記述がある。
西宮市立大社小学校を経て、神戸女学院中学部卒業後に宝塚音楽学校に入学。1948年、宝塚歌劇団35期生として宝塚歌劇団に入団。宝塚入団時の成績は46人中3位。雪組に所属して娘役として活動した。最終出演公演の演目は雪組公演『シャンソン・ド・パリ』である。
宝塚歌劇団を1952年8月31日付で退団後、松竹に所属。
翌年より東映へ移籍し、1957年まで所属。
時代劇でのお姫様役で人気を得て、それは宝塚在籍時以上だった。
松竹に復帰後は『ゼロの焦点』『背徳のメス』（この2作でブルーリボン賞助演女優賞を受賞）や現代劇のメロドラマなどで大人の女性を演じた。
1956年（昭和31年）3月7日、イタリアのローマで同3月12日から18日まで開催された日本映画見本市に出席のため、青山京子らと共に東京国際空港からスカンジナビア航空機で出発。同3月23日、帰国。日本出発時の飛行機のタラップ（屋根なし）での写真が現存する。当時はまだ海外渡航自由化の遥か前で、大変貴重なヨーロッパ訪問となった。
1964年に『月光仮面』の祝十郎役を演じた俳優の大瀬康一と結婚。しかし、この時期から球界と距離を置き、起業し事業に専念していた父の二出川延明たっての懇願で大瀬と共に芸能界を完全引退し、夫と共に、二出川が存命中は補佐する形で、没後は二人が主力となり社業に当たった。
一時は全く公の場に出ていなかったが、2000年代以降は、過去の出演映画を題材としたトークショーに時折出演している。2010年8月7日には、東京・池袋の新文芸座で開催された『映画監督内田吐夢没後40年回顧　「命一コマ」　巨匠・内田吐夢の全貌』のトークショーに出演した。
2017年6月、既に没したことが明らかになった。

## 人物・エピソード
本人によると出演映画は二百本に上り、うち百本ほどが時代劇といい、「いつの間にかお姫さん女優にされていた」という。「お姫さん役といっても、割合意地っ張りだったり、わがままな個性を出すようにしました」と語っている。
昭和28年から30年にかけての東映時代劇では、高千穂と千原しのぶ、田代百合子の三人がほとんどの時代劇にぐるぐると出ていて、「その時期はすごく充実し、自分ながら燃えていた」そうで、夜行列車で京都と東京を往復したり、半徹夜で一週間近く過ごしたこともあったという。無理がたたって目を傷め、涙が止まらない病気になったこともあった。
昭和30年の『織田信長』（河野寿一監督）で、中村錦之助と共演、例によって夜行列車で京都のセットに飛び込んだが、疲れと夏の暑さでセリフの半分も覚えておらず、すべて準備万端のなか高千穂だけが神経をピリピリ、イライラさせている、という極限状態で、監督が「NGを出すとフィルムがないんだ、頼むよ!」と一声。「崩れそうだった気持ちがピーンと立ち直ることができました」と述懐している。共演の錦之助については、「やはりこの人は本物だなあ」と感心したと語っている。
東千代之介とは、昭和29年の千代之助のデビュー作『雪之丞変化』（河野寿一監督）から共演。「嬉しい思い出」として、映画初出演の千代之介がラブシーンでコチコチになり、そのうえお腹が出っ張っていてうまくいかず、大笑いしたことを挙げている。

## 主な出演作

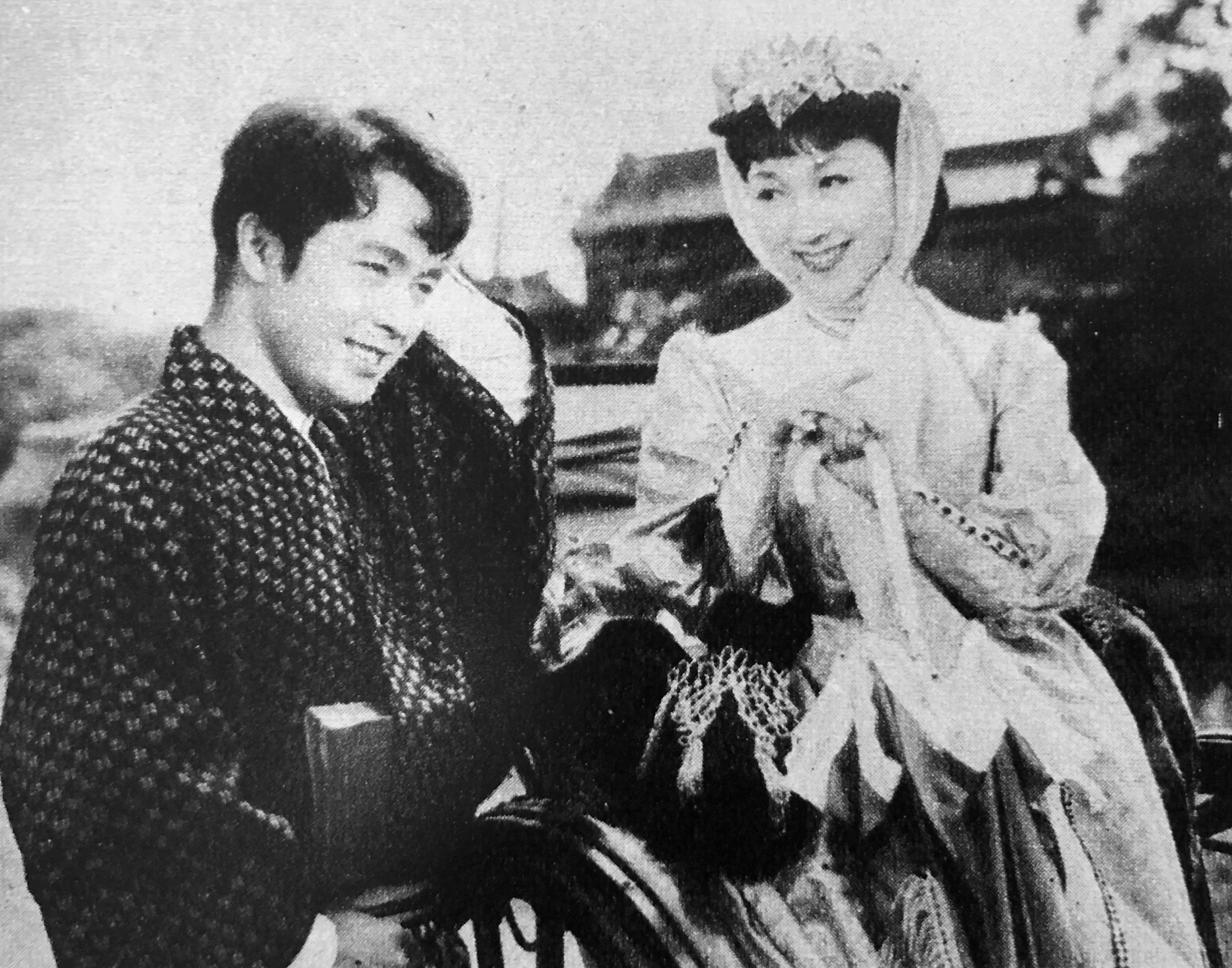
『姿三四郎 第一部』（1955年）。波島進と高千穂ひづる

### 映画
- 憧れの星座（1953年）
- 日輪（1953年、初のカラー映画出演）
- 雪之丞変化（1954年）
- 笛吹童子（1954年）
- 新諸国物語　紅孔雀（1954年）
- 黒田騒動（1956年）
- 三つ首塔（1956年）
- 曽我兄弟 富士の夜襲（1956年）
- 異母兄弟（1957年）
- 抱かれた花嫁（1957年）
- 張込み（1958年）
- この天の虹（1958年、松竹）
- 大東京誕生 大江戸の鐘（1958年、松竹、演：松本幸四郎）
- どんと行こうぜ（1959年）
- 銀座のお兄ちゃん挑戦す（1960年）
- ろくでなし（1960年）
- 乾いた湖（1960年、特別出演）
- 背徳のメス（1961年）
- ゼロの焦点（1961年）
- 剣に賭ける（1962年）
- 求人旅行 (1962年)
- 第三の影武者（1963年）
- 拝啓天皇陛下様（1963年）
- 忍者秘帖 梟の城（1963年）
- ジャコ萬と鉄（1964年）
- 鼾（1964年）
- 座頭市血笑旅（1964年）
- 女賭場荒し (1967年)
- ちゃんばらグラフィティー 斬る!（1981年）※出演場面の抜粋

✳︎赤穂浪士　天の巻　地の巻

### テレビドラマ
- 東芝日曜劇場　（TBS）
  - 第293回「おもかげの女」（1962年）
  - 第333回「三役女房」（1963年）
  - 第359回「愛の壁」（1963年）
  - 第499回「努力しても出世しないとは…」（1966年）
- 妻は告白する（1963年、CX）
- 虹の設計（1964年、NHK）
- 武蔵野夫人（1965年 - 1966年、NTV）
- 体の中を風が吹く（1966年、THK）
- 松本清張シリーズ / 愛と空白の共謀（1966年、KTV）
- 幕末姉妹（1968年、CX）
- ライオン奥様劇場（CX）
  - 女の盛装（1968年）
  - 兄嫁（1969年）
- 花王愛の劇場（TBS）
  - 愛の荒野（1970年）
  - 第二の結婚（1971年）
  - 愛ある日々（1973年）
- ザ・ガードマン　（TBS）
  - 第326話「年上の妻の華やかな犯罪」（1971年）
- 24時間の男（TBS、大映テレビ）
  - 第13話（1972年）

### バラエティー番組
- スター千一夜（CX）
- ズバリ!当てましょう（CX）
- ドン!アタック（TBS）
- ランデブークイズ・ペアでハッスル（MBS・NET系列） - 夫婦で出演。

## 著書
- 『胡蝶奮戦　スターたちと過ごした日々』（高千穂ひづる・著、藤井秀男・編　エコール・セザム　2008年12月）ISBN 978-4902431049

## 関連書籍
- 「君美わしく 戦後日本映画女優讃」（川本三郎著。文藝春秋。川本による高千穂を含む女優達のインタビュー集）